# 園田稚
園田 稚（そのだ わか、2002年4月23日 - ）は、日本のアーチェリー選手。大分県出身。東京都立足立新田高等学校卒業、早稲田大学スポーツ科学部在学中。

## 来歴
2018年に福井県で行われた国体大会、アーチェリーの少年少女の部で3位の成績。
中学3年生時にJOCが運営するエリートアカデミーの一人に選ばれる。